# Tshechu
| |  |  |
| À gauche, danse des chapeaux noirs avec leur tambours ; à droite, festival de danse du Tsechu de Paro |  |  |

Les tshechu (tibétain : ཚེས་བཅུ, Wylie : tshes bcu, THL : tsé chu) sont des fêtes religieuses annuelles de la lignée Drukpa de l'école de bouddhisme tibétain Kagyu. Elles se déroulent dans chaque district ou dzongkhag du Bhoutan le dixième jour du mois du calendrier tibétain lunaire. Les tshechus attirent de grands rassemblements qui jouent un rôle de liaison sociale entre les habitants de villages éloignés et dispersés. Ils donnent lieu à des grands marchés, regroupés sur les lieux de foires, qui favorisent un commerce dynamique. Le Tshechu de Thimphou et le Tshechu de Paro sont de grandes manifestations qui ont une grande audience auprès d'un large public.

## Historique
Padmasambhava, aussi appelé Guru Rinpoché (« précieux maître »), a visité le Tibet et le Bhoutan au VIIIe siècle et au XIXe siècle. Il y rendit une visite au roi Trisong Detsen qui se mourait à Samye. Padmasambhava invoqua Bouddha, pour une prompte guérison du roi, en exécutant une série de danses Cham il organisa le tout premier tshechu. La santé du roi s'étant améliorée, Padmasambhava fut autorisé à prêcher le bouddhisme, il participa ainsi à la construction du premier monastère bouddhiste au Bhoutan, dans la vallée de  Bumthang.
Au XXIe siècle, les danses Cham, toujours très appréciées, y sont exécutées pendant le festival annuel bouddhique du Tshechu, qui se tient dans chaque région du pays. Dans certaines fêtes, une grande tenture connue sous le nom de tongdrol est exposée. Une méditation faite sur ce tongdrol est censée apporter une satisfaction morale et un bien-être spirituel à celui qui l'observe.

## Traditions

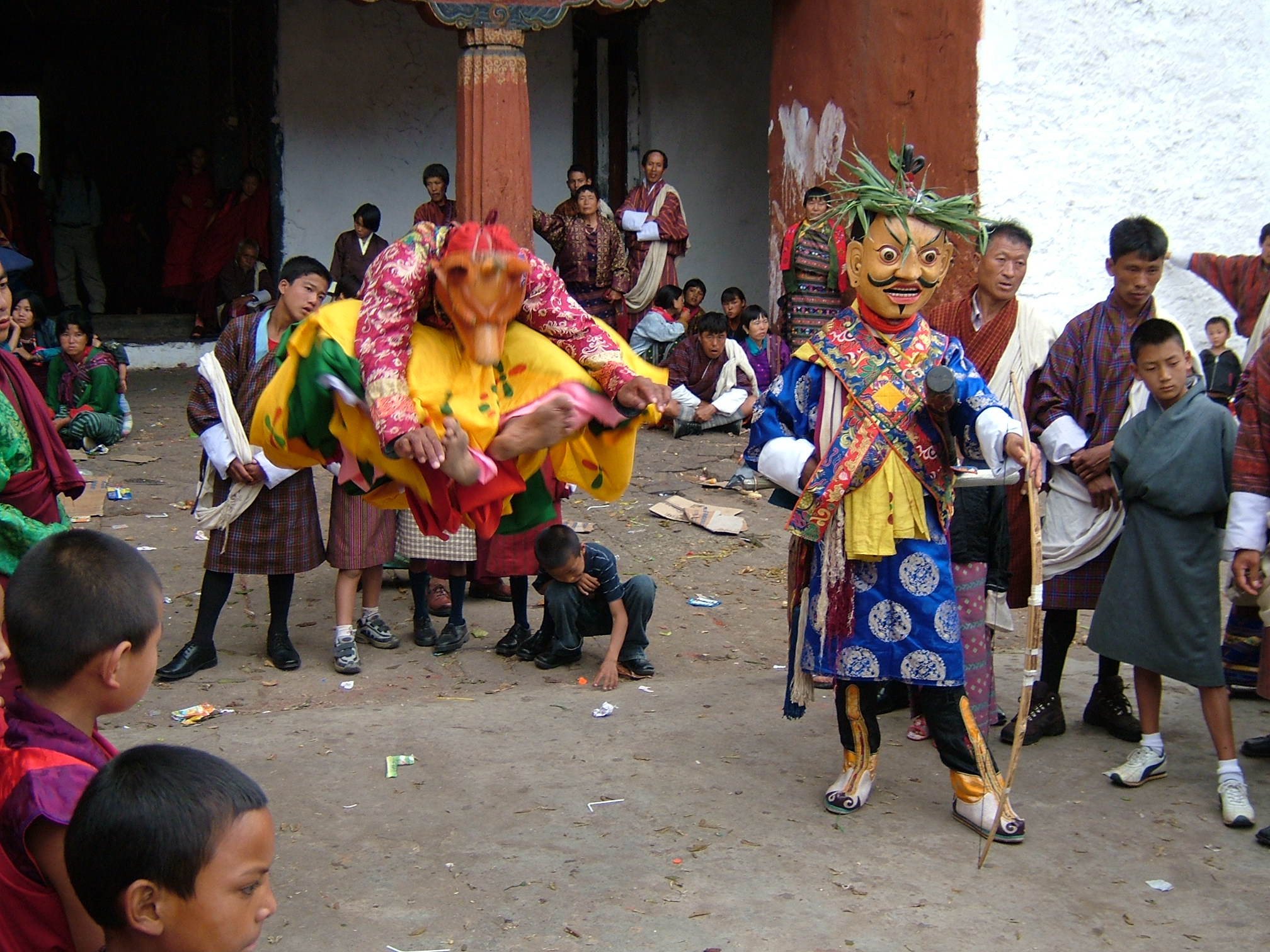
Danseurs tshechu masqués du district de Wangdue Phodrang.

Le point central du tshechu est marqué par les danses Cham  (tibétain : འཆམ་, Wylie : cham, THL : cham ; chinois : 跳欠 ; pinyin : tiàoqiàn, mongol : ᠴᠠᠮ, VPMC : cham, cyrillique : цам, MNS : tsam) . Ces danses costumées et masquées sont les représentations d'instructions morales basées sur des incidents de la vie du professeur de Nyingma du IXe siècle, Padmasambhava et d'autres saints est principalement associé à l'école gelug du bouddhisme tibétain. 
La plupart des tshechus exposent également un tongdrol (tibétain : མཐོང་གྲོལ, Wylie : mthong grol, THL : tongdrol), parfois écrit thongdrol ou thongdrel, est dans la langue officielle du Bhoutan (le dzongkha), un thangka géant, fait de broderie de soie qui représente un bouddha assis. Les tshechus sont tributaires de la disponibilité des danseurs masqués, aussi, le danseur inscrit qui refuse de se produire pendant le festival est-il passible de sévères amendes.

## Dans la culture populaire
Le film bhoutanais Voyageurs et magiciens se déroule parmi un groupe de voyageurs, dont la plupart se rendent au Tshechu de Thimphou.